# Hårsfjärdens örlogsdepå
Hårsfjärdens örlogsdepå (ÖH) var en örlogsstation inom den svenska marinen som omfattade anläggningarna i Berga örlogsbas och Vitså samt på Märsgarn, Vitsgarn och Gålöbasen. Enheter från Stockholms örlogsstation  utflyttade stegvis till Hårsfjärdens örlogsdepå under 1940-talet men redan den 1 juli 1969 invigdes den nya Muskö örlogsbas officiellt varvid Hårsfjärdens örlogsstation utfasades.
Marinens verksamhet i området har emellertid fortsatt efter 1969, viss verksamhet övergick i Baskompani Vitså som bestod till 1981. Verksamheten på Märsgarn kvarstod till 1981 då lokalerna övertogs av Sjövärnskåren medan verksamheten i Berga och Vitså fortgår än idag (2018), se Haninge garnison. På Gålö huserar numera föreningen Veteranflottiljen.

## Namn och beteckning
| Hårsfjärdens depå       | 1911       | – | 1943-09-30 |
| Hårsfjärdens örlogsdepå | 1943-10-01 | – | 1970-06-30 |

| DH | 1911       | – | 1943-09-30 |
| ÖH | 1943-10-01 | – | 1970-06-30 |